# Йоан Пелюши
Йоан (на албански: Joan) е албански православен духовник, митрополит на Корчанската епархия на Албанската православна църква от 1998 до 2025 година и тирански, драчки и всеалбански архиепископ, глава на Албанската православна църква от 2025 година.

## Биография
Роден е на 1 януари 1956 година в бекташко семейство в Тирана със светското име Фатмир Пелюши (Fatmir Pelushi). Баща му в 1944 година лежи в затвора като „враг на държавата“. В атеистична Албания, преследваща всяка организирана релгия, Пелюши става християнин в 1975 година, в последната година в училище, след като негов приятел, таен православен християнин, му дава да чете Новия Завет на френски. След завършване на образованието си, работи като организатор на трудовата терапия в психиатрична клиника. Свещеник Козма го кръщава тайно в 1979 година.
След падането на комунистическия режим в Албания, заминава да учи богословие в Богословското училище на Светия кръст в Бостън със стипендия на името на Фан Ноли от албанската общност в САЩ. Завършва в 1993 година и въпреки предложенията да остане в САЩ, се връща в Албания, където работи за възстановяване на Православната църква. На 27 февруари 1994 година е ръкоположен за дякон, а на 4 декември 1994 година за презвитер. В 1995 година отново заминава да учи в САЩ. Връща се след една година в 1996 година и е назначен за помощник-ректор на Драчката семинария. На 19 ноември 1996 година е възведен в архимандритско достойнство.
На 20 юли 1998 година в катедралата „Благовещение Богородично“ в Тирана е ръкоположен за корчански митрополит. Ръкополагането е извършено от архиепископ Анастасий Тирански и Албански в съслужение с митрополитите Мелитон Филаделфийски и Игнатий Белградски.
След смъртта на архиепископ Анастасий Албански, на 25 януари 2025 година Светият синод на Албанската православна църква на свое извънредно заседание избира митрополит Йоан за местоблюстител на престола на Албанската православна църква.
На 16 март 2025 година е избран за тирански, драчки и всеалбански архиепископ.
Архиепископ Йоан превежда на албански светоотчески и богословски трудове, между които „За Светия Дух“ на Василий Велики, четирите тома на „Православната вяра“ на Фома Хопко, творбите на преподобния Силуан Атонски и други.